# Penstemon occiduus
Espèce
Penstemon occiduus  est une espèce de plantes de la famille des Plantaginacées, originaire du Mexique. Elle est connue sous le nom de    Beardtongue en anglais.

## Description
Cette espèce est pérenne, native du Mexique de l’état de Chihuahua et Durango et peut atteindre 60cm de haut. Elle fleurit de juillet à septembre.